# Opexx
Pour les articles homonymes, voir OPEX (homonymie).
Opexx est un roman court de science-fiction de Laurent Genefort publié aux éditions Le Bélial' en 2022.

## Résumé
Le roman est composé de seize chapitres de tailles différentes.
- Contexte du récit

Le récit est raconté par un narrateur qui est aussi le héros. Le lecteur ne connaîtra ni son nom, ni son prénom, ni sa nationalité.
Il explique qu'à son époque (dans un futur indéterminé pour le lecteur), le Blend, une communauté de millions de peuples extraterrestres vivant en paix, a pris contact avec la Terre. Les humains ne peuvent pas encore être incorporés dans le Blend mais néanmoins, des contacts et échanges ont lieu entre le Blend et la Terre. Les humains possèdent notamment une capacité qui intéresse les extraterrestres : l'art de faire la guerre. Ainsi, par l'intermédiaire de l'Organisation des Nations unies, des soldats humains sont détachés pour diverses missions militaires aux confins de la galaxie et, en échange (« la Rétribution »), quelques éléments technologiques sont données aux humains.
Chaque mission opexx commence par une imprégnation mémorielle et un recalibrage cognitif, afin de pouvoir appréhender le théâtre de l'opération et de pouvoir si nécessaire communiquer avec une ou plusieurs espèces locales. L'envoi en mission est effectué par le mécanisme de l'« Intrication ». En fin de mission, le cerveau du soldat est modifié (« déprogrammation » dite « DP ») pour retrouver sa configuration initiale et oublier la quasi-totalité de ce qu'il a vécu.
Le narrateur, qui est l'un des soldats affectés à l'infanterie spatiale, est atteint du syndrome de Restorff. Ce syndrome, proche du syndrome d'Asperger, est caractérisé par des capacités cognitives et d'abstraction au-dessus de la moyenne et une dissociation totale des souvenirs et des émotions. Mimant les relations sociales à la perfection, les personnes atteintes de ce syndrome ont constamment besoin de nouveautés, ce que les opexx, les opérations militaires ultramondaines, fournissent à foison. Le narrateur ne souffre ainsi d'aucun problème psychique lié aux traumatismes de la guerre qui affectent certains de ces collègues.
- Les opérations militaires effectuées par le narrateur

Malgré la DP (« déprogrammation »), le narrateur parvient à se souvenir de diverses missions. Ainsi il raconte sa première mission (chapitre 2), la guerre contre les Créons (chapitre 5), la découverte des aliens nommés Alsvior, avec lesquels il entre en contact culturel (chapitre 8), la guerre dans des souterrains et la découverte d'étranges champignons (chapitre 10), la guerre sur Tikomer (chapitre 11), sa dernière mission où son mal-être est nettement perçu par ses camarades de combat (chapitre 14).
Ces souvenirs se manifestent par l'intermédiaire de rêves, qui le hantent pendant plusieurs jours avant de s'effacer. Après plusieurs missions, cela commence à le miner et, bien qu'étant marié avec Claire et père d'une adolescente prénommée Yaëlle, il cherche un moyen d'exclure de sa vie tout contact social.
- Dénouement

Le narrateur en a assez de cette vie qui le fait devenir autre. Il décide de tout quitter, guerre, métier, femme et fille, et d'aller, seul, en un endroit où personne ne le retrouvera jamais (chapitres 15 et 16).